# Konventionen om säkerhet och hälsa i jordbruket
Konventionen om säkerhet och hälsa i jordbruket (ILO:s konvention nr 184 om säkerhet och hälsa i jordbruket, Safety and Health in Agriculture Convention) är en konvention som antogs i Genève i Schweiz av Internationella arbetsorganisationen (ILO) den 21 juni 2001. Konventionen syftar till att reglera säkerhetsförhållandena för arbetare inom jordbruket.
I juli 2014 hade 15 av ILO:s 183 medlemsstater ratificerat konventionen.